# Zainab bint Khuzaima
Zainab bint Khuzaima (arabiska: زينب بنت خزيمة), född 596, död 625, var en av den muslimska profeten Muhammads hustrur. Som sådan tillskrivs hon ofta titeln "Umm-ul-Mu'mineen" ("de troendes moder").
Zainab bint Khuzaima var dotter till Khuzayma ibn al-Harith. Hon gifte sig första gången med sin kusin Jahm ibn ‘Amr ibn al-Harith. Hon gifte sig andra gången med Abd Allah ibn Jahsh, en av Muhammeds anhängare. Äktenskapet förmodas ha slutat med skilsmässa. Hon gifte sig tredje gången med Tufayl ibn al-Harith, från vilken hon skilde sig. Hon gifte sig för fjärde gången med Muhammeds anhängare Ubayda ibn al-Harith. Hon blev änka 624.
Muhammed gifte sig med henne 624. Paret hade inga barn. Enligt en historia ska Muhammed ha gift sig med henne på grund av hennes skönhet, sedan hon hade avvisat många andra frierier. Äktenskapet arrangerades av hennes kusin.